# Museo della carta e della filigrana
Il Museo della carta e della filigrana di Fabriano è ospitato all'interno dell'ex convento dei padri domenicani. 

## Storia e descrizione
Il museo tramanda la secolare tradizione della produzione della carta che rende Fabriano una città unica in Europa. All'interno è ospitata una fedele riproduzione della gualchiera medievale della carta a mano. 
La collezione comprende anche un'importantissima raccolta di filigrane antiche e moderne: nel corso della visita guidata, oltre alla visione di un video sulla storia della carta, è possibile assistere alla dimostrazione della produzione della carta a mano con i mastri cartai.
In loco è stata infatti ricostruita una cartiera medievale, dove è possibile osservare l'intero ciclo di lavorazione.
Gli stracci, puliti dalla "stracciarola", sono messi a bagno nel "maceratoio" e ridotti in pasta da carta dall'azione delle pile idrauliche a magli multipli. Immergendo un apposito setaccio nel "tino" dove è stata trasferita la pasta, con opportuni scuotimenti che hanno lo scopo di far scolare l'acqua, alla pasta viene data la forma di fogli, che vengono disposti su un feltro e pressati in un torchio. Dopo l'essiccazione i fogli sono immersi in un bagno di gelatina animale, operazione detta di collatura, che ha lo scopo di renderli impermeabili all'inchiostro; di nuovo essiccati e pressati, i fogli sono pronti per l'uso.
Nella libreria del museo è possibile acquistare numerosi prodotti artigianali realizzati con carta fatta a mano e rilegati in pelle naturale.
Su prenotazione, è possibile frequentare laboratori didattici, anche di più giorni.